# Jiří Viewegh
Jiří Viewegh (15. ledna 1929, Třebíč – 20. října 2019, Röthenbach an der Pegnitz) byl českoněmecký lékař–gynekolog a spisovatel.

## Biografie
Jiří Viewegh se narodil v Třebíči, následně vystudoval Lékařskou fakultu Masarykovy univerzity v Brně a nastoupil na místo lékaře v Dačicích. Následně působil v Nemocnici Třebíč v Třebíči a ve Františkových Lázních. V roce 1968 emigroval do Vídně a následně odešel do Bayreuthu v Německu. Mezi lety 1961 a 1964 působil v rámci humanitární pomoci v bývalé Německé demokratické republice. Od roku 1976 pak působil pouze v Německu. Od roku 1988 publikoval v lékařském sborníku Ärzteschreiben in Bayern. V roce 2013 obdržel Cenu města Jindřichův Hradec. Zemřel v německém Röthenbachu and der Pegnitz.

## Dílo
- Věnováno ženám : příběhy z porodnice, 2013
- Ženský lékař odhaluje : příběhy ze zákulisí ordinací a porodnic, 2015